# Rožnov pod Radhoštěm (nádraží)
Rožnov pod Radhoštěm je dopravna D3, dříve železniční stanice, v západní části města Rožnov pod Radhoštěm v okrese Vsetín ve Zlínském kraji, oddělená od centra města řekou Rožnovská Bečva. Leží na neelektrizované jednokolejné trati Valašské Meziříčí – Rožnov pod Radhoštěm. V její těsné blízkosti je umístěno městské autobusové nádraží a také se zde nachází závod na výrobu slaboproudé elektrotechniky bývalého státního podniku Tesla Rožnov pod Radhoštěm.

## Historie
Dne 1. června 1892 otevřela společnost Severní dráha císaře Ferdinanda (KFNB) trať z Hrachovce, kam roku 1884 dovedla železnici budovanou proti proudu Bečvy z Hranic na Moravě společnost Rakouská společnost místních drah (ÖLEG). Nově postavené nádraží v Rožnově zde vzniklo jako koncová stanice, dle typizovaného stavebního vzoru.
Po zestátnění KFNB v roce 1906 pak obsluhovala stanici jedna společnost, Císařsko-královské státní dráhy (kkStB), po roce 1918 pak správu přebraly Československé státní dráhy.

## Popis
Nachází se zde dvě nekrytá jednostranná nástupiště, k příchodu k vlakům slouží přechody přes koleje.